# Вулиця Пожарова
Вулиця Пожарова — вулиця в Ленінському районі Севастополя, між вулицями Карантинною і Галини Петрової.
До 1927 року вулиця називалася Цвинтарним шосе, потім Загороднім проспектом, який 19 жовтня 1957 року був перейменований в вулицю Пожарова — в пам'ять про Миколу Пожарова, революційного моряка, голову першої більшовицької Севастопольської Ради. Анотаційна дошка встановлена на будинку № 5.

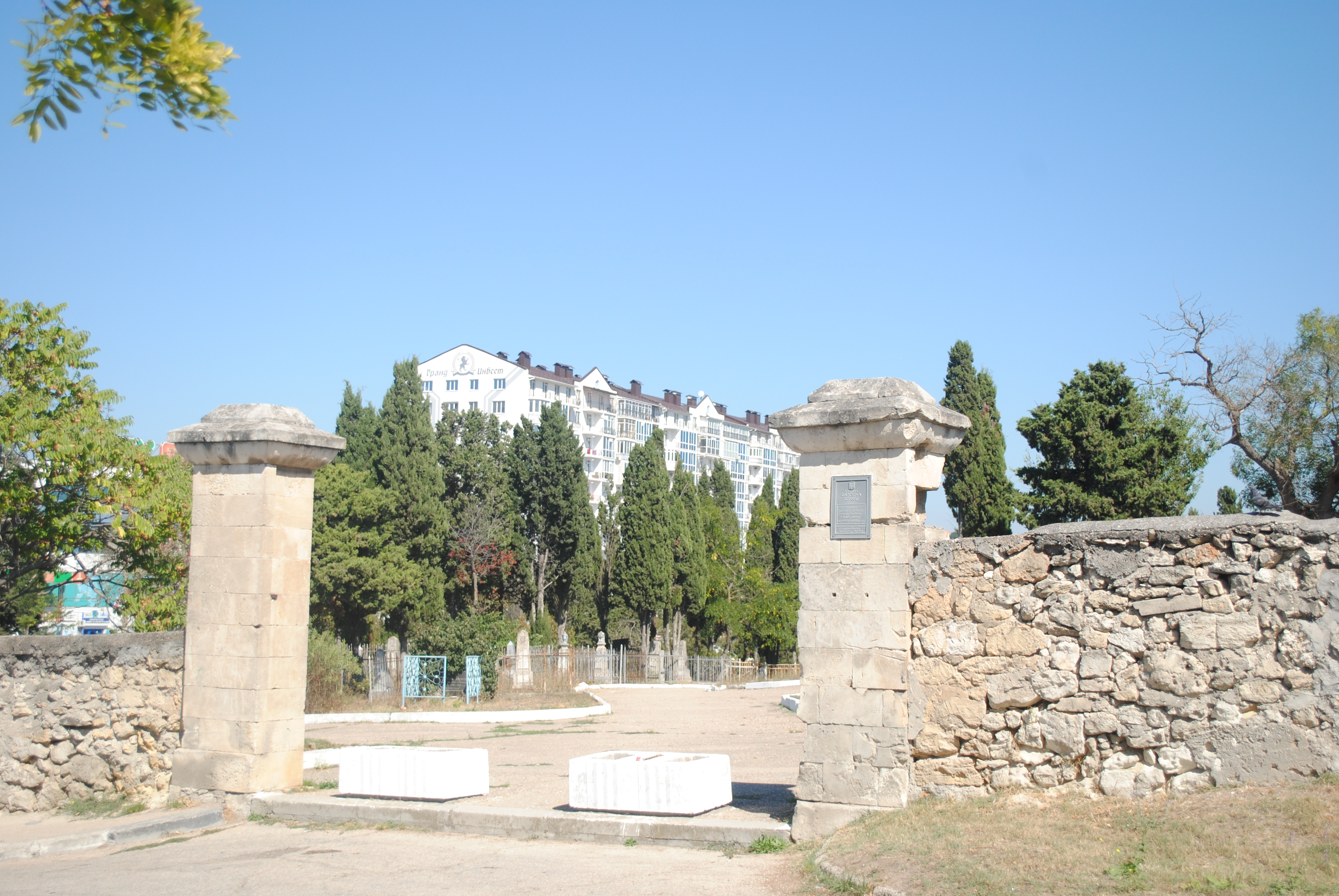
Вхід до старого Міського кладовища

На вулиці розташовані Міське старе кладовище (№9), Єврейське і Караїмське кладовища (№11).